# Alberto Ricchetti
Alberto Ricchetti (Omegna, 26 maggio 1985) è un canoista italiano, specializzato nella prova del K1 1000.
È anche un eccellente specialista del K4 1000 m, barca con la quale detiene la migliore prestazione italiana alle Olimpiadi (il 4º posto di Pechino) e il record cronometrico di un K4 italiano, con 2' e 48" (Campionati del Mondo 2011 a Szeged, in equipaggio con Andrea Facchin, Antonio Scaduto, Max Benassi).

## Biografia
È cresciuto, agonisticamente, nella Canottieri Città di Omegna, dove ha vinto i primi 9 Titoli Italiani nelle varie categorie giovanili, in K1. Nel 2004 si è arruolato nella Guardia di Finanza ed è entrato a far parte del Gruppo Sportivo Fiamme Gialle.
In carriera, ha vinto oltre 49 Titoli Italiani Assoluti, 11 Titoli Italiani Under-23 e ha partecipato a 10 edizioni dei Campionati del Mondo. Vanta alcune vittorie in gare di Coppa del Mondo e due terzi posti ai Campionati Europei.
Laureato in Scienze Motorie, è Istruttore 2° liv. Europeo di Canoa e di Nuoto. Ha conseguito un brevetto di Nuoto Salvamento, con estensione in acque libere.
Sposato con Chiara Contesso, ha un figlio, nato nel 2017 e vive a Cesara, nella provincia del VCO.
È l'unico canoista italiano, ad oggi (2019), ad aver vinto tutti e tre (K1 200 m. K1 500 m. K1 1000 m.) i Titoli Italiani Assoluti di Velocità, in Kayak K1, nella stessa edizione dei Campionati (anno 2004, Milano Idroscalo).
Ha rappresentato l'Italia ai Giochi della XXIX Olimpiade a Pechino 2008, nella gara del K4 1000 m., conquistando la quarta posizione. In barca con lui erano Franco Benedini, Antonio Rossi e Luca Piemonte.
Ha rappresentato l'Italia ai Giochi della XXXI Olimpiade ai Giochi olimpici di Rio de Janeiro 2016, nei concorsi del K1 1000 metri finendo in diciassettesima posizione, del K2 200 m., con Mauro Crenna (13à posizione) e del K4 1000 metri, in squadra con Mauro Crenna, Nicola Ripamonti e Giulio Dressino, ottenendo il quattordicesimo posto in classifica.
Il 30 ottobre 2017, nel Salone d’Onore del CONI, è stato premiato da Giovanni Malagò come "Benemerito dello Sport Europeo".